# Arkina
Arkina est une marque d’eau minérale suisse qui était produite à la source de la Prairie, à Yverdon-les-Bains, depuis 1907. Feldschlösschen, propriétaire de la marque, a délocalisé en 2008 la production à Rhäzüns dans les Grisons, en supprimant la mention "Yverdon-les-Bains" sur les étiquettes des bouteilles.

## Histoire
La société Arkina SA a été fondée en 1921 par un curiste arménien installé en Égypte, Puzant Masraff. Il baptise la société du nom d'une ville d’Arménie, lieu de villégiature thermale pour les rois arméniens du Moyen Âge. Le but de la société est de gérer le Grand Hôtel des Bains et l'Établissement Thermal d’Yverdon, ainsi que de mettre en bouteilles et de distribuer l'eau minérale.
En 1955, commence l’exploitation de la source minérale Bel-Air.
En 1985, la société a été reprise par la Brasserie Feldschlösschen, à Rheinfelden.
Le 20 novembre 2007, la société Feldschlösschen annonce, par le biais d'un communiqué, la fermeture du site de production d'Arkina à Yverdon-les-Bains dans le but de concentrer la mise en bouteilles d'eau minérale à Rhäzüns autre usine d'eau minérale du groupe situé dans le canton des Grisons. La marque Arkina continuera cependant à être utilisée.